# Homohuwelijk in Californië

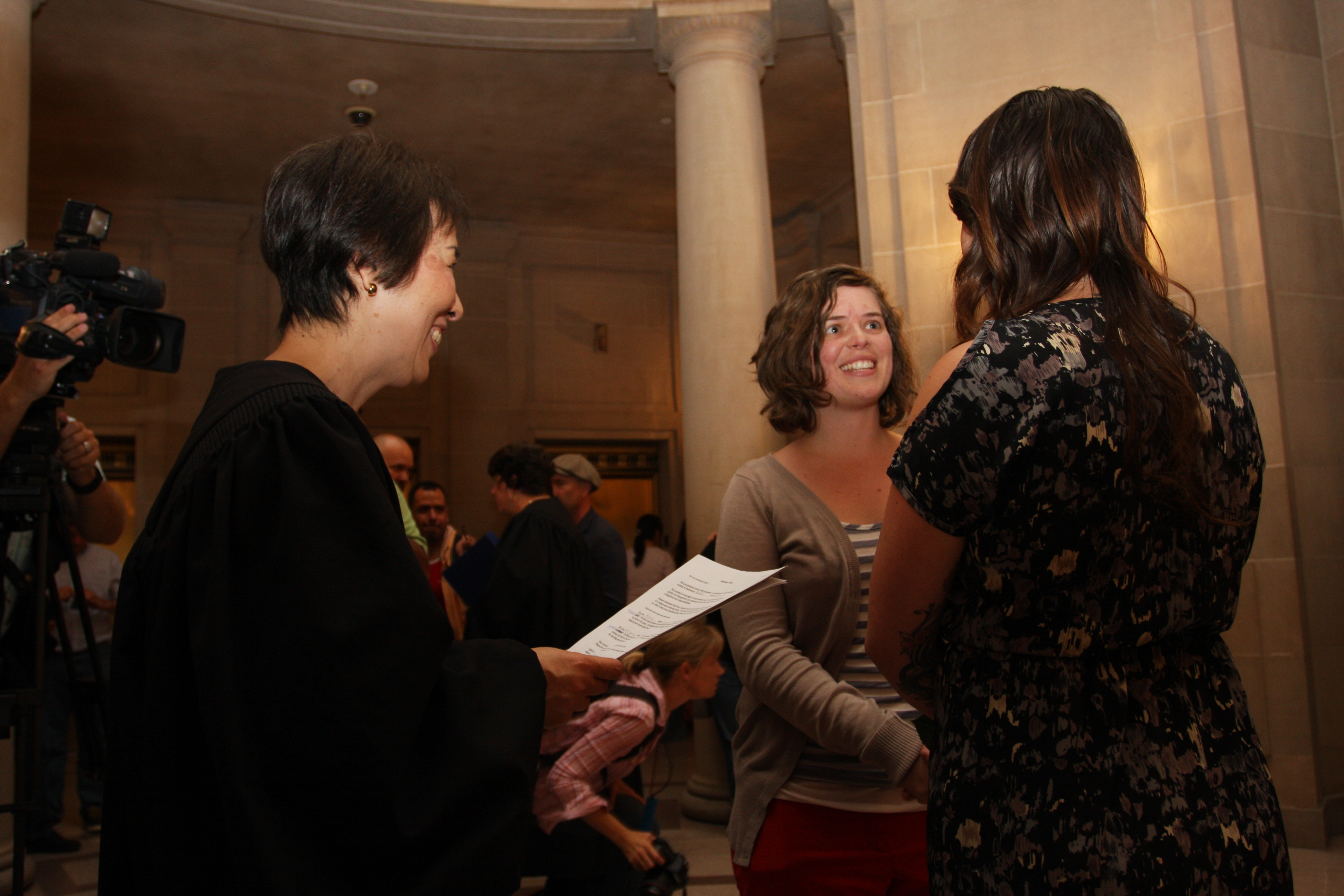
Een lesbisch koppel huwt op 28 juni 2013 in het stadhuis van San Francisco, op de eerste dag dat het homohuwelijk opnieuw legaal werd in Californië.

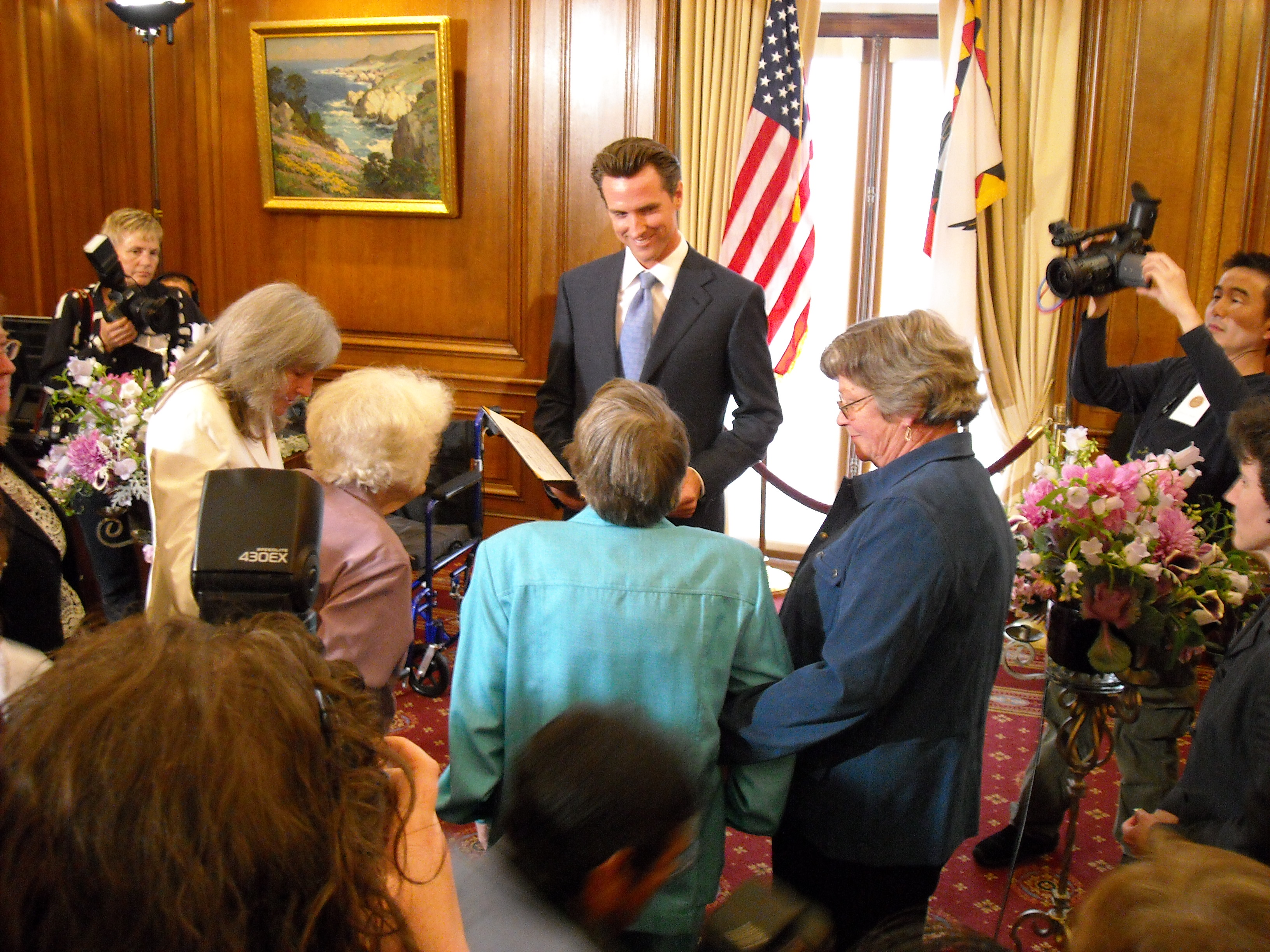
Burgemeester Gavin Newsom van San Francisco voltrekt een huwelijk tussen Del Martin en Phyllis Lyon, een koppel homorechtenactivisten, op 16 juni 2008. Dat was het eerste homohuwelijk nadat een rechtbank het verbod erop ongrondwettelijk had bevonden.

De status van het homohuwelijk in de Amerikaanse staat Californië is uniek aangezien er in het verleden huwelijken hebben plaatsgevonden tussen personen van hetzelfde geslacht, dat het homohuwelijk daarna in een referendum verboden werd, en dat het door de uitspraken van een rechtbank opnieuw toegelaten is. De eerste homohuwelijken na de uitspraak in Hollingsworth v. Perry op 26 juni 2013 werden al op 28 juni voltrokken.

## Geschiedenis
Van 12 februari tot 11 maart 2004 werden onder leiding van de burgemeester van San Francisco ongeveer vierduizend huwelijkslicenties verstrekt aan homoseksuele koppels, hoewel dit in strijd was met de wet. Van februari tot maart reisden mensen vanuit heel de Verenigde Staten naar de stad om te trouwen, en in de staat zelf was er een felle discussie losgebarsten over de geldigheid van de huwelijken. In augustus 2004 oordeelde het Hooggerechtshof van Californië dat de burgemeester niet de bevoegdheid had om de wet te omzeilen en verklaarde alle tot dan toe gesloten homohuwelijken ongeldig. Op 14 maart 2005 echter besliste een rechter van een rechtbank in San Francisco dat homoseksuelen in Californië het grondwettelijke recht hebben om te trouwen en verklaarde daarmee de wet die het huwelijk definieerde als een verbinding tussen een man en een vrouw ongeldig. De zaak werd vervolgens doorgeschoven naar het Californische hooggerechtshof.
In december 2004 werd het wetsvoorstel ingediend bij de wetgevende macht van Californië die het homohuwelijk zou legaliseren. In augustus 2005 werd het voorstel met 41 stemmen vóór en 35 tegen aangenomen, waardoor Californië de tweede staat zou worden die het homohuwelijk invoerde en de eerste zonder daartoe gedwongen te zijn door een rechter. De gouverneur van de staat, Arnold Schwarzenegger, sprak op 29 september echter zijn veto over de wet uit, waardoor deze niet van kracht werd; hij motiveerde de afwijzing met een referendum uit 2000 waarin een meerderheid van de stemgerechtigden het homohuwelijk afwees.
Op 16 juni 2008 besliste het Californische hooggerechtshof dat het homohuwelijk voortaan legaal was. Homoseksuele inwoners uit andere staten in de Verenigde Staten konden ook een huwelijksverbintenis in Californië aangaan. Tussen juni en november 2008 huwden er naar schatting 18.000 homoseksuele koppels in Californië. Op 4 november 2008 koos een meerderheid van de bevolking van de staat in Proposition 8 echter om in de grondwet te laten opnemen dat enkel het huwelijk tussen een man en een vrouw geldig en erkend is. Op 5 augustus 2010 werd een rechtszaak over deze grondwetswijziging gewonnen door homo-activisten die daarbij de grondwetswijziging vernietigde. De rechter besliste evenwel om een herintroductie van het homohuwelijk uit te stellen tot de zaak in beroep behandeld was. Op 26 juni 2013 deed het Hooggerechtshof van de Verenigde Staten definitief uitspraak in de zaak Hollingsworth v. Perry. Het gerecht oordeelde dat de tegenstanders van het homohuwelijk in Californië onvoldoende gronden hadden om de zaak in beroep aan te vechten. Daardoor kwam het juridisch opgelegde uitstel op de herintroductie van het homohuwelijk te vervallen. Al op 28 juni werden er weer homohuwelijken voltrokken.